# Nvidia-GeForce-600-Serie

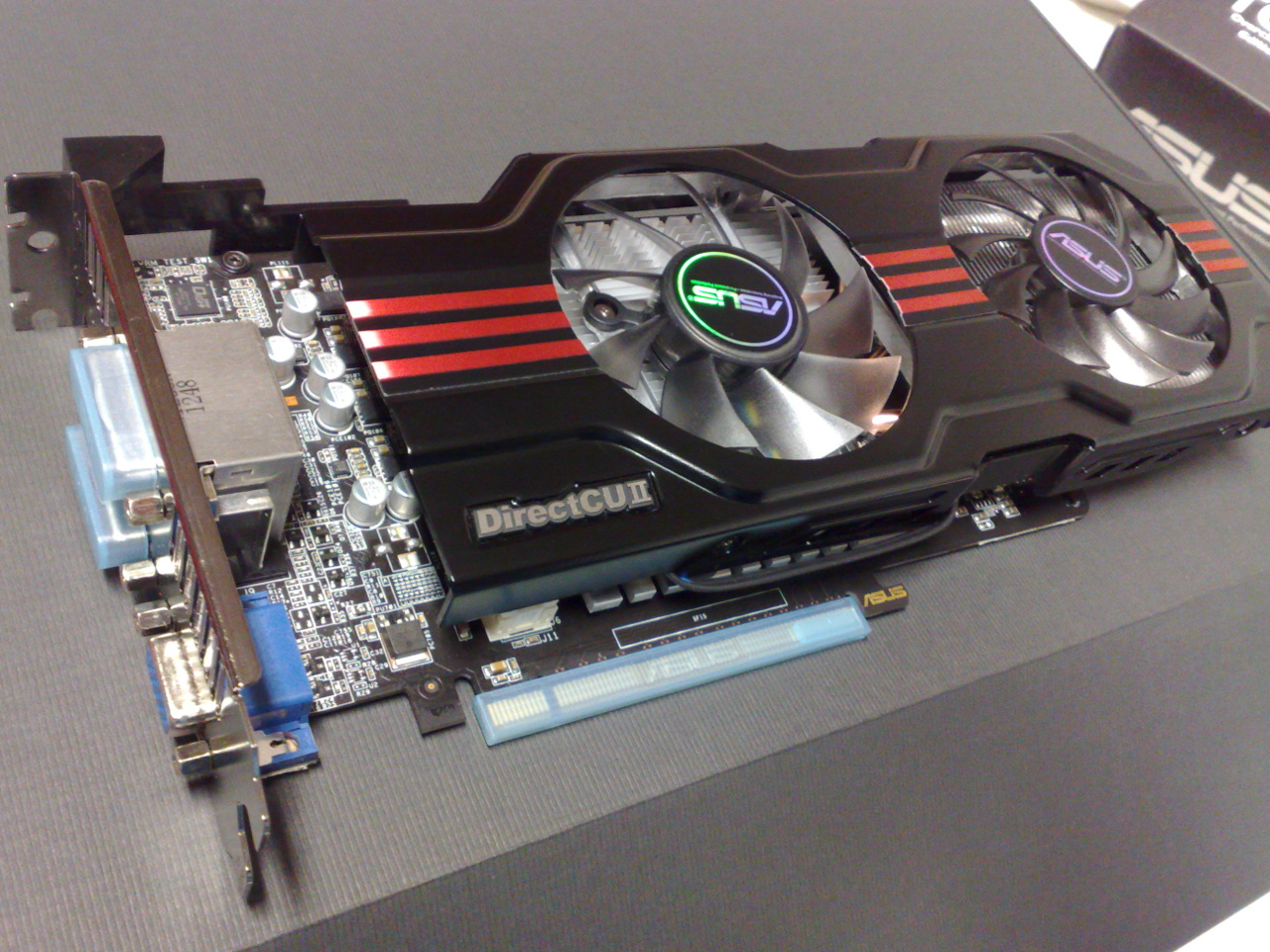
GeForce GTX 650 Ti im DirectCU-II-Design von Asus

Die GeForce-600-Serie ist eine Serie von Desktop-Grafikchips der Firma Nvidia und Nachfolger der GeForce-500-Serie. Mit der GeForce-600-Serie, die aufgrund der neuen Architektur auch als Kepler-Generation bezeichnet wird, führte Nvidia eine unvollständige Unterstützung von DirectX 11.1 ein, denn es werden nur sechs der zehn neu hinzugekommenen Funktionen gegenüber DirectX 11.0 unterstützt. Die GeForce-600-Serie wurde von der GeForce-700-Serie abgelöst.

## Beschreibung

### Geschichte

#### GK104

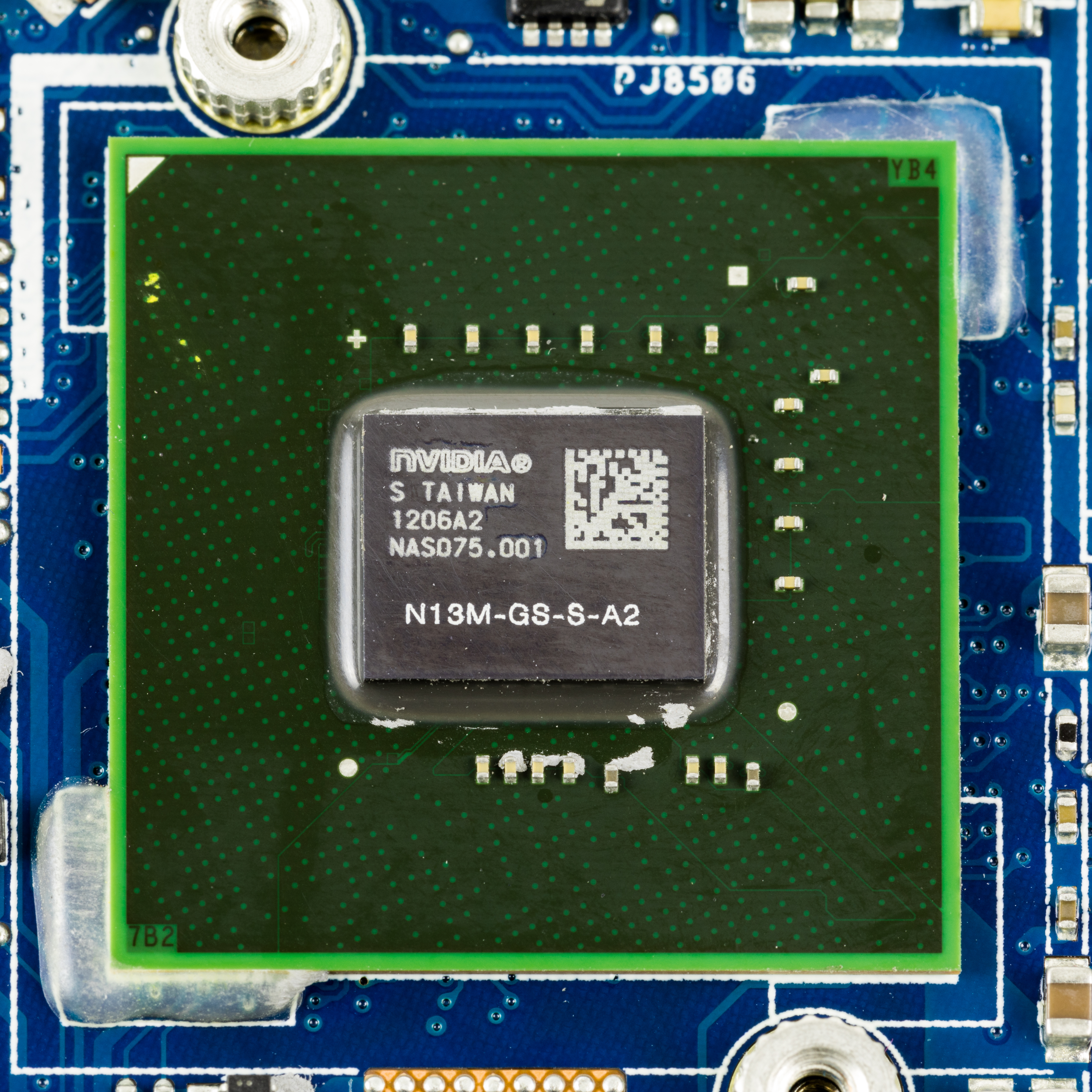
Nvidia GF117 (N13M-GE-S-A2)

Am 22. März 2012 präsentierte Nvidia mit der GeForce GTX 680 die erste Grafikkarte der GeForce-600-Serie, mit welcher die neue Kepler-Architektur eingeführt wurde. Die GeForce GTX 680 basiert auf dem GK104-Grafikprozessor, der aus 3,54 Mrd. Transistoren besteht, sowie 1536 Streamprozessoren und 128 Textureinheiten, die in acht Shader-Clustern organisiert sind. Die GK104-GPU wird im 28-nm-Fertigungsprozess bei TSMC hergestellt und kommt auf eine Die-Fläche von 294 mm². Ursprünglich war der GK104 als Grafikchip für den Performance-Sektor geplant gewesen, was sich u. a. an der reduzierten „Double-Precision“-Leistung erkennen lässt, aber auch daran, dass frühere Beta-Treiber die GeForce GTX 680 unter dem Namen GeForce GTX 670 Ti führten. Nachdem Nvidia den GK100-Grafikprozessor zu Gunsten des GK110 strich, musste der GK104 auch für den High-End-Sektor verwendet werden, da der GK110 erst für die Kepler-Refresh-Generation zur Verfügung stehen sollte.
Die GeForce GTX 680 wies bei ihrer Präsentation eine, je nach Auflösung, rund 10 Prozent höhere Performance gegenüber der Radeon HD 7970 vom Konkurrenten AMD auf, sowie 30 bis 35 Prozent gegenüber dem Vorgänger, der GeForce GTX 580. Damit war die GeForce GTX 680 zunächst die schnellste Single-Chip-Grafikkarte am Markt. In der Fachpresse wurde die Karte überwiegend positiv bewertet, was neben der Performance vor allen Dingen auf die Energieeffizienz zurückzuführen war, da sie gegenüber der langsameren Radeon HD 7970 und GeForce GTX 580 eine niedrigere Leistungsaufnahme aufwies. Auch der Referenzkühler wurde, im Verhältnis für eine Karte im High-End-Bereich, positiv bewertet.
Am 29. April 2012 präsentierte Nvidia die Dual-Chip-Grafikkarte GeForce GTX 690, die auf zwei GK104-GPUs im Vollausbau basierte. Die Karte wies eine um ca. 40 Prozent höhere Performance gegenüber ihrem Vorgänger, der GeForce GTX 590, auf. Da AMD auf die bereits angekündigte Radeon HD 7990 verzichtete (nur einige Boardpartner veröffentlichten Eigendesigns unter diesem Namen), nahm die GeForce GTX 690 als schnellste Grafikkarte am Markt eine Monopolstellung ein. Da Nvidia die Leistungsaufnahme gegenüber früheren Dual-Chip-Grafikkarten deutlich senken konnte, bedingt durch die Vorteile der Kepler-Architektur, aber auch die Geräuschentwicklung (aufgrund der niedrigeren Wärmeentwicklung), wurde die Karte in der Fachpresse positiv bewertet. Dies war auch darauf zurückzuführen, dass Nvidia das Phänomen der „Mikroruckler“, was im SLI-Betrieb entsteht (genauso wie bei AMDs Crossfire), reduzieren konnte.
Am 10. Mai 2012 präsentierte Nvidia die dritte Grafikkarte auf Basis der GK104-GPU, die GeForce GTX 670. Bei dieser wurde ein Shadercluster des GK104-Grafikprozessors deaktiviert (womit noch 1344 Streamprozessoren und 112 Textureinheiten aktiv waren), der Chiptakt reduziert und das Referenz-Platinenlayout überarbeitet. Dies führte dazu, dass die GeForce GTX 670 gegenüber der GTX 680 ca. 10 Prozent Performance verlor und in etwa genauso schnell war, wie die Radeon HD 7970 (solange keine extremen Auflösungen über „Full HD“ verwendet wurden). Erneut erhielt Nvidia positive Kritiken für die bessere Energieeffizienz gegenüber dem AMD-Konkurrenten, allerdings sorgte der vereinfachte Referenzkühler für negative Bewertungen, da er trotz der geringeren Wärmeentwicklung gegenüber der GeForce GTX 680 lauter war. Die meisten Boardpartner reagierten mit Eigendesigns auf den Referenzkühler, um der Kritik entgegenzuwirken.
Am 16. August 2012 führte Nvidia die GeForce GTX 660 Ti im Markt ein. Die Karte ist technisch gesehen mit der GeForce GTX 670 identisch, nur das Speicherinterface wurde von 256 auf 192 Bit reduziert; Chipausbau, Platinenlayout, Taktraten und Speicherbestückung sind ansonsten unverändert. Das reduzierte Speicherinterface und die damit verbundene asynchrone Speicherbestückung führten dazu, dass die GeForce GTX 660 Ti gegenüber der GTX 670 rund 15 Prozent an Leistung verlor und somit ungefähr die Performance der Radeon HD 7950 aufwies. Die GeForce GTX 660 Ti war die erste Grafikkarte mit der GK104-GPU, die Nvidia für unter 300 € auf den Markt brachte und somit im wichtigen Performance-Sektor platzierte, für welchen der GK104 ursprünglich entworfen wurde. Für den OEM-Markt legte Nvidia eine weitere Variante der GeForce GTX 660 Ti auf, bei welcher zwei Shadercluster deaktiviert waren und die Taktraten weiter reduziert wurden. Diese Karte wurde unter dem Namen GeForce GTX 660 (ohne Ti) ausgeliefert, ist aber nicht mit der GeForce GTX 660 auf Basis des GK106-Grafikprozessores zu verwechseln.

#### GK106
Der GK106-Grafikprozessor wurde gut ein halbes Jahr nach dem GK104 und GK107 vorgestellt, was vermutlich auf ein Redesign von vier auf fünf Shader-Clustern zurückzuführen ist (daraus entsteht die Besonderheit, dass der GK106 als einzige Kepler-GPU ein asynchrones Verhältnis von GPC zu den SMX-Blöcken im Vollausbau besitzt). Letztendlich besteht der GK106 aus 2,54 Mrd. Transistoren auf einer Die-Fläche von 214 mm² und verfügt über 960 Streamprozessoren, sowie 80 Textureinheiten.
Die erste Grafikkarte auf Basis des GK106 stellte Nvidia am 13. September 2012 mit der GeForce GTX 660 vor. Die GeForce GTX 660 hatte für Nvidia eine hohe Marktrelevanz, da, nachdem AMD bereits im März 2012 die Radeon HD 7850 und 7870 präsentiert hatte, Nvidia keinerlei konkurrenzfähigen Angebote in dem wichtigen Marktsegment um die 200 € aufweisen konnte. Vermutlich führte diese Situation zum Redesign des GK106, da dieser in seiner ursprünglichen Form mit nur vier Shaderclustern nicht mit der AMD-Konkurrenz mithalten konnte und Nvidia über ein halbes Jahr diesen Marktbereich aufgeben musste. Letztendlich platzierte Nvidia die GeForce GTX 660 sowohl von der Leistung, als auch der Preis, zwischen den AMD-Konkurrenten Radeon HD 7850 und 7870. Die Bewertungen zur GeForce GTX 660 fielen in der Fachpresse sehr unterschiedlich aus, was teilweise darauf zurückzuführen war, dass Nvidia kein Referenzdesign vorgab und somit die Hardwaretester völlig unterschiedliche Testsamples von verschiedenen Boardpartner bekamen, die sich sowohl bei der Performance, aber insbesondere beim Kühlerdesign (und somit der Geräuschentwicklung) unterschieden. Bei der GeForce GTX 660 griff Nvidia erneut auf die asynchrone Speicherbestückung aus 2 GB Vram und einem 192 Bit Speicherinterface zurück. Im Gegensatz zur GeForce GTX 660 Ti, bei welcher teilweise Performanceeinbrüche zu beobachten war, zeigten sich bei 3D-Anwendungen keinerlei Nachteil auf der GeForce GTX 660 durch diese Konfiguration.
Die zweite Grafikkarte auf Basis des GK106 präsentierte Nvidia am 9. Oktober 2012 mit der GeForce GTX 650 Ti. Die Namensgebung sorgte hierbei für Verwirrung, da zuvor bereits eine GeForce GTX 650 eingeführt worden war, die aber auf dem deutlich langsameren GK107-Grafikprozessor basierte. Der GK106 kommt auf der GeForce GTX 650 Ti mit einem deaktivierten Shadercluster daher, womit noch vier aktive Cluster zur Verfügung stehen. Des Weiteren ist das Speicherinterface auf 128 Bit reduziert worden und die GPU-Boost-Funktion fehlte. Nvidia platzierte die Karte gegen die Radeon HD 7770, gegenüber der man eine rund 10 Prozent höhere Performance bei etwas geringerem Stromverbrauch aufweisen konnte. Allerdings setzte Nvidia den Startpreis zu hoch an, was neben der Namensgebung für Kritik sorgte.
Um die relativ große Leistungslücke zwischen der GeForce GTX 660 und der GTX 650 Ti zu schließen und um auf die Radeon HD 7790 von AMD zu reagieren, führte Nvidia am 26. März 2013 die GeForce GTX 650 Ti Boost ein. Entgegen der Namensgebung handelt es sich bei der GeForce GTX 650 Ti Boost weniger um eine aufgebohrte GTX 650 Ti, sondern um eine GeForce GTX 660, bei der ein SMX-Block deaktiviert ist (also noch vier von fünf Shadercluster aktiv sind). Die restlichen Spezifikationen sind mit denen der GeForce GTX 660 identisch. Die Karte erreichte somit eine in etwa die Performance des AMD Konkurrenten Radeon HD 7850.

#### GK107
Der GK107-Grafikprozessor ist die kleinste GPU der Kepler-Generation. Er verfügt nur über zwei Shadercluster und kommt somit auf 384 Streamprozessoren sowie 32 Textureinheiten. Der GK107 besteht aus 1,3 Mrd. Transistoren auf einer Die-Fläche von 118 mm². Keine bisher veröffentlichte GK107-Grafikkarte unterstützt die GPU-Boost-Funktion, wobei gegenwärtig unklar ist, ob dieses Feature grundsätzlich vom GK107 nicht unterstützt wird oder Nvidia es bisher nicht aktiviert hat. Den GK107 verwendete Nvidia zunächst nur im Mobilsektor, bevor am 24. April 2012 die GeForce GT 630 und GT 640 vorgestellt wurden. Diese Karten waren, zusammen mit einigen Neuauflagen aus der älteren Fermi-Generation, aber nur für den OEM-Markt vorgesehen. Erst am 5. Juni 2012 stellte Nvidia auch eine GeForce GT 640 für den Retail-Markt vor, die aber in der Fachpresse massiv kritisiert wurde, was auf den zu hohen Preis zurückzuführen war. Am 13. September 2012 folgte dann die verbesserte GeForce GTX 650, bei welcher Nvidia den DDR3- durch schnelleren GDDR5-Speicher ersetzte. Trotz der damit erreichten Performanceverbesserungen, wurde auch diese Karte negativ bewertet, weil sie ebenfalls im Vergleich zur AMD-Konkurrenz zu teuer war.

#### GK208
Bei dem GK208-Grafikprozessor handelt es sich im weitesten Sinne um eine neue Revision der GK107-GPU mit nur noch einer Rasterpartition. Allerdings hat der Chip 512 kB Cache pro Rasterpartition (also auch 512 kB insgesamt) während es bei GK107 noch 128 kB pro Rasterpartition (insgesamt 256 kB) waren. Auch gibt es tatsächlich nur noch 8 TMUs pro SMX und nicht mehr 16. Zudem werden auch einige neue Compute Features die mit GK110 eingeführt wurden unterstützt (compute capability 3.5 statt 3.0 wie bei den anderen GK10x Chips).
Im Gegensatz zu den restlichen Kepler-GPUs gab Nvidia keinen offiziellen Transistorwert oder Diegröße bekannt (letztere lässt sich mit Hilfe von Die-Screenshots auf rund 90 mm² schätzen). Die GPU wurde zunächst nur im Mobilbereich verbaut, bevor Nvidia am 29. Mai 2013 die zweite Revision der GeForce GT 630 und 640 auf Basis des GK208 vorstellte. Nvidia gibt für den GK208 als einzige Kepler-GPU die offizielle Unterstützung von DirectX 11.1 an, allerdings mit dem „Feature Level 11.0“, womit die exakte Supportsituation unklar ist.

#### Rebranding
Wie bereits bei älteren Grafikkartengenerationen üblich, wiederholte Nvidia bei der GeForce-600-Serie die Praxis, Grafikkarten der älteren Generation unter neuem Namen aufzulegen. Dieses Verfahren, welches in erster Linie für den OEM-Markt praktiziert wird, wird als „Rebranding“ bezeichnet. Als erstes legte Nvidia am 3. April 2012 die GeForce 510 und GT 520 als GeForce 605 und GT 620 neu auf. Am 24. April wurde das Verfahren mit der GeForce GT 545 (DDR3) und GTX 555 als GeForce GT 640 und GT 645 wiederholt. Am 15. Mai folgte dann erneut die GeForce GT 520 als GeForce 610, sowie die GeForce GT 430, GT 440 (DDR3) und GT 440 (GDDR5) als GeForce GT 620, GT 630 (DDR3) und GT 630 (GDDR5).

### Architektur
Als Grundlage der GeForce-600-Serie dient die neuentwickelte Kepler-Architektur, benannt nach dem deutschen Mathematiker Johannes Kepler, die die bisherige Fermi-Architektur ablöst. Obwohl Nvidia die Kepler-Architektur als Neuentwicklung bezeichnet, stellt diese tatsächlich eine Weiterentwicklung der vorherigen Fermi-Generation dar. Primäre Änderung stellt dabei der Wegfall des „Hot Clock“ für die Shadereinheiten bzw. Streamprozessoren dar. Seit der Unified-Architektur des G80-Grafikprozessors verwendete Nvidia einen sogenannten „Hot Clock“, mit welchem die Shadereinheiten einen separaten, höheren Takt aufwiesen als die restliche GPU. Damit konnte Nvidia mit weniger Shadereinheiten höhere Leistungen erzielen, allerdings führte dies auch dazu, dass die GPUs eine gegenüber den Grafikprozessoren vom Konkurrenten AMD schlechtere Energieeffizienz aufwiesen. Mit dem Wegfall des „Hot Clock“ konnte Nvidia dieses Manko beheben und gleichzeitig mehr Shadereinheiten verbauen, da diese nun weniger Platz auf dem Die benötigen (als imaginäre Rechnung gibt Nvidia an, dass bei einer 10 Prozent geringeren Leistungsaufnahme 80 Prozent mehr Die-Fläche für die Shadereinheiten nutzen zu können).
Unabhängig von den überarbeiteten Streamprozessoren hat Nvidia das „Scheduling“ der Rechenbefehle vereinfacht und stärker auf die Software ausgelagert. Des Weiteren ist die Raster-Engine nun in der Lage, sämtliche ROPs pro Takt mit einem Pixel zu versorgen, was auf der Fermi-Generation nicht möglich war.
Der Grundaufbau der Kepler-Architektur ist mit Fermi vergleichbar: Nach wie vor setzen sich die GPUs aus sogenannten „Graphics Processing Clusters“, kurz GPC, zusammen (der GK104 besteht als Beispiel aus vier GPCs). Jeder GPC besteht aus zwei Shaderclustern (von Nvidia als SMX-Blöcke bezeichnet), die wiederum jeweils 192 Streamprozessoren sowie Load-and-Store-Einheiten und Special-Function-Units beherbergen. Des Weiteren sind in jedem Shadercluster nun 16 statt vier bis acht Textureinheiten verbaut, die pro Takt ein Pixel adressieren sowie texturieren können. Der Aufbau der Rastereinheiten blieb unverändert: Nach wie vor sind diese in ROP-Cluster aufgeteilt, wobei jeder Cluster acht „Raster Operation Processors“ und einen 64-Bit-Speichercontroller beinhaltet.
Eine Besonderheit der Kepler-Architektur stellt die GPU-Boost-Funktion dar. Dabei handelt es sich um eine dynamische Übertaktungsfunktion, die die GPU immer dann höher taktet, wenn ein bestimmtes von Nvidia festgesetztes „Power Target Limit“ nicht erreicht wird. Weitere Faktoren sind die Leistungsaufnahme, Temperatur und die anliegenden Ströme. Der Grafikspeicher wird von dieser Funktion nicht beeinflusst.

## Datenübersicht

### Grafikprozessoren
| Grafik- chip | Fertigung | Fertigung      | Fertigung   | Einheiten          | Einheiten | Einheiten           | Einheiten       | Einheiten       | Einheiten       | L2- Cache | API-Support | API-Support | API-Support | Video- pro- zessor | Bus- Schnitt- stelle |
| Grafik- chip | Pro- zess | Transi- storen | Die- Fläche | ROP- Parti- tionen | ROPs      | Unified-Shader      | Unified-Shader  | Textureinheiten | Textureinheiten | L2- Cache | DirectX     | OpenGL      | OpenCL      | Video- pro- zessor | Bus- Schnitt- stelle |
| Grafik- chip | Pro- zess | Transi- storen | Die- Fläche | ROP- Parti- tionen | ROPs      | Stream- prozessoren | Shader- Cluster | TAUs            | TMUs            | L2- Cache | DirectX     | OpenGL      | OpenCL      | Video- pro- zessor | Bus- Schnitt- stelle |
| ------------ | --------- | -------------- | ----------- | ------------------ | --------- | ------------------- | --------------- | --------------- | --------------- | --------- | ----------- | ----------- | ----------- | ------------------ | -------------------- |
| GK104        | 28 nm     | 3,54 Mrd.      | 294 mm²     | 4                  | 32        | 1536                | 8               | 128             | 128             | 512 KB    | 11.0        | 4.5         | 1.2         | VP5                | PCIe 3.0             |
| GK106        | 28 nm     | 2,54 Mrd.      | 214 mm²     | 3                  | 24        | 0960                | 5               | 080             | 080             | 384 KB    | 11.0        | 4.5         | 1.2         | VP5                | PCIe 3.0             |
| GK107        | 28 nm     | 1,30 Mrd.      | 118 mm²     | 2                  | 16        | 0384                | 2               | 032             | 032             | 256 KB    | 11.0        | 4.5         | 1.2         | VP5                | PCIe 3.0             |
| GK208        | 28 nm     | 1,02 Mrd.      | 087 mm²     | 1                  | 08        | 0384                | 2               | 016             | 016             | 512 KB    | 11.0        | 4.5         | 1.2         | VP5                | PCIe 2.0             |
| GF108        | 40 nm     | 0,58 Mrd.      | 114 mm²     | 1                  | 04        | 0096                | 2               | 016             | 016             | 256 KB    | 11.0        | 4.4         | 1.1         | VP4                | PCIe 2.0             |
| GF114        | 40 nm     | 1,95 Mrd.      | 358 mm²     | 4                  | 32        | 0384                | 8               | 064             | 064             | 512 KB    | 11.0        | 4.4         | 1.1         | VP4                | PCIe 2.0             |
| GF116        | 40 nm     | 1,17 Mrd.      | 228 mm²     | 3                  | 24        | 0192                | 4               | 032             | 032             | 384 KB    | 11.0        | 4.4         | 1.1         | VP4                | PCIe 2.0             |
| GF119        | 40 nm     | 0,29 Mrd.      | 079 mm²     | 1                  | 04        | 0048                | 1               | 008             | 008             | 128 kB    | 11.0        | 4.4         | 1.1         | VP5                | PCIe 2.0             |

### Modelldaten
| Modell                         | Offizieller Launch | Grafikprozessor (GPU) | Grafikprozessor (GPU) | Grafikprozessor (GPU) | Grafikprozessor (GPU) | Grafikprozessor (GPU) | Grafikprozessor (GPU) | Grafikprozessor (GPU) | Grafikprozessor (GPU) | Grafikspeicher | Grafikspeicher | Grafikspeicher | Grafikspeicher      | Leistungsdaten          | Leistungsdaten          | Leistungsdaten | Leistungsdaten | Leistungsdaten                       | Leistungsdaten              |
| Modell                         | Offizieller Launch | Typ                   | Aktive Einheiten      | Aktive Einheiten      | Aktive Einheiten      | Aktive Einheiten      | Chiptakt (in MHz)     | Chiptakt (in MHz)     | Chiptakt (in MHz)     | Größe (in MB)  | Takt (in MHz)  | Typ            | Speicher- interface | Rechenleistung (GFlops) | Rechenleistung (GFlops) | Füllrate       | Füllrate       | Polygon- durchsatz (Mio. Dreiecke/s) | Speicher- bandbreite (GB/s) |
| Modell                         | Offizieller Launch | Typ                   | ROPs                  | Shader- Cluster       | ALUs                  | Textur- einheiten     | Standard              | Shader                | Boost                 | Größe (in MB)  | Takt (in MHz)  | Typ            | Speicher- interface | SP (MAD)                | DP (FMA)                | Pixel (GP/s)   | Texel (GT/s)   | Polygon- durchsatz (Mio. Dreiecke/s) | Speicher- bandbreite (GB/s) |
| ------------------------------ | ------------------ | --------------------- | --------------------- | --------------------- | --------------------- | --------------------- | --------------------- | --------------------- | --------------------- | -------------- | -------------- | -------------- | ------------------- | ----------------------- | ----------------------- | -------------- | -------------- | ------------------------------------ | --------------------------- |
| GeForce 605                    | 03. Apr. 2012      | GF119                 | 4                     | 1                     | 48                    | 8                     | 523                   | 1046                  | –                     | 512–1024       | 898            | DDR3           | 64 Bit              | 100,4                   | 8,4                     | 2,1            | 4,2            | 131                                  | 14,4                        |
| GeForce GT 610                 | 15. Mai 2012       | GF119                 | 4                     | 1                     | 48                    | 8                     | 810                   | 1620                  | –                     | 512–2048       | 898            | DDR3           | 64 Bit              | 155,5                   | 13                      | 3,24           | 6,5            |                                      | 14,4                        |
| GeForce GT 620                 | 03. Apr. 2012      | GF119                 | 4                     | 1                     | 48                    | 8                     | 810                   | 1620                  | –                     | 512–1024       | 898            | DDR3           | 64 Bit              | 155,5                   | 13                      | 3,24           | 6,5            |                                      | 14,4                        |
| GeForce GT 620                 | 15. Mai 2012       | GF108                 | 4                     | 2                     | 96                    | 16                    | 700                   | 1400                  | –                     | 1024           | 898            | DDR3           | 64 Bit              | 268,8                   | 22,4                    | 2,8            | 11,2           |                                      | 14,4                        |
| GeForce GT 630                 | 24. Apr. 2012      | GK107                 | 16                    | 1                     | 192                   | 16                    | 875                   | 875                   | –                     | 1024–2048      | 891            | DDR3           | 128 Bit             | 336                     | 14                      | 7              | 14             |                                      | 28,5                        |
| GeForce GT 630 DDR3            | 15. Mai 2012       | GF108                 | 4                     | 2                     | 96                    | 16                    | 810                   | 1620                  | –                     | 1024           | 898            | DDR3           | 128 Bit             | 311                     | 25,9                    | 3,2            | 13             |                                      | 28,8                        |
| GeForce GT 630 GDDR5           | 15. Mai 2012       | GF108                 | 4                     | 2                     | 96                    | 16                    | 810                   | 1620                  | –                     | 1024           | 800 (1600)     | GDDR5          | 128 Bit             | 311                     | 25,9                    | 3,2            | 13             |                                      | 51,2                        |
| GeForce GT 630                 | 29. Mai 2013       | GK208                 | 8                     | 2                     | 384                   | 16                    | 902                   | 902                   | –                     | 2048           | 898            | DDR3           | 64 Bit              | 692,7                   | 14,5                    | 7,22           | 14,4           |                                      | 14,4                        |
| GeForce GT 635                 | 19. Feb. 2013      | GK208                 | 8                     | 2                     | 384                   | 16                    | 967                   | 967                   | –                     | 2048           | 1001           | DDR3           | 64 Bit              | 742,7                   | 30,9                    | 7              | 14             |                                      | 16                          |
| GeForce GT 640 (128-Bit DDR3)  | 24. Apr. 2012      | GK107                 | 16                    | 2                     | 384                   | 32                    | 797                   | 797                   | –                     | 1024–2048      | 891            | DDR3           | 128 Bit             | 612,1                   | 25,5                    | 12,8           | 25,5           |                                      | 28,5                        |
| GeForce GT 640 (192-Bit DDR3)  | 24. Apr. 2012      | GF116                 | 24                    | 3                     | 144                   | 24                    | 720                   | 1440                  | –                     | 1536–3072      | 891            | DDR3           | 192 Bit             | 414,7                   | 34,6                    | 8,6            | 17,3           |                                      | 42,8                        |
| GeForce GT 640 (128-Bit GDDR5) | 24. Apr. 2012      | GK107                 | 16                    | 2                     | 384                   | 32                    | 950                   | 950                   | –                     | 1024–2048      | 1250 (2500)    | GDDR5          | 128 Bit             | 729,6                   | 30,4                    | 7,6            | 30,4           |                                      | 80                          |
| GeForce GT 640                 | 05. Jun. 2012      | GK107                 | 16                    | 2                     | 384                   | 32                    | 900                   | 900                   | –                     | 1024           | 900            | DDR3           | 128 Bit             | 691,2                   | 28,8                    | 7,2            | 28,8           |                                      | 28,5                        |
| GeForce GT 640 GDDR5           | 29. Mai 2013       | GK208                 | 8                     | 2                     | 384                   | 16                    | 1046                  | 1046                  | –                     | 1024           | 1250 (2500)    | GDDR5          | 64 Bit              | 803,3                   | 16,8                    | 8,4            | 33,5           |                                      | 40                          |
| GeForce GT 645                 | 24. Apr. 2012      | GF114                 | 24                    | 6                     | 288                   | 48                    | 776                   | 1552                  | –                     | 1024           | 957 (1914)     | GDDR5          | 192 Bit             | 894                     | 74,5                    | 18,6           | 37,2           |                                      | 91,9                        |
| GeForce GTX 645                | 22. Apr. 2013      | GK106                 | 16                    | 3                     | 576                   | 48                    | 823                   | 823                   | –                     | 1024           | 1000 (2000)    | GDDR5          | 128 Bit             | 948,1                   | 39,5                    | 13,2           | 39,5           |                                      | 64                          |
| GeForce GTX 650                | 13. Sep. 2012      | GK107                 | 16                    | 2                     | 384                   | 32                    | 1053                  | 1053                  | –                     | 1024           | 1250 (2500)    | GDDR5          | 128 Bit             | 808,7                   | 33,7                    | 8,4            | 33,7           |                                      | 80                          |
| GeForce GTX 650 Ti             | 09. Okt. 2012      | GK106                 | 16                    | 4                     | 768                   | 64                    | 925                   | 925                   | –                     | 1024–2048      | 1350 (2700)    | GDDR5          | 128 Bit             | 1420,8                  | 59,2                    | 14,8           | 59,2           |                                      | 86,4                        |
| GeForce GTX 650 Ti Boost       | 26. Mrz. 2013      | GK106                 | 24                    | 4                     | 768                   | 64                    | 980                   | 980                   | 1033                  | 1024           | 1502 (3004)    | GDDR5          | 192 Bit             | 1505,3                  | 62,7                    | 15,7–23,5      | 62,7           |                                      | 144,2                       |
| GeForce GTX 660                | 20. Aug. 2012      | GK104                 | 24                    | 6                     | 1152                  | 96                    | 823                   | 823                   | 888                   | 1536–3072      | 1450 (2900)    | GDDR5          | 192 Bit             | 1896,2                  | 79                      | 19,8           | 79             |                                      | 134                         |
| GeForce GTX 660                | 13. Sep. 2012      | GK106                 | 24                    | 5                     | 960                   | 80                    | 980                   | 980                   | 1033                  | 2048           | 1502 (3004)    | GDDR5          | 192 Bit             | 1881,6                  | 78,4                    | 23,5           | 78,4           |                                      | 144,2                       |
| GeForce GTX 660 Ti             | 16. Aug. 2012      | GK104                 | 24                    | 7                     | 1344                  | 112                   | 915                   | 915                   | 980                   | 2048           | 1502 (3004)    | GDDR5          | 192 Bit             | 2459,5                  | 102,5                   | 21,96          | 102,5          |                                      | 144,2                       |
| GeForce GTX 670                | 10. Mai 2012       | GK104                 | 32                    | 7                     | 1344                  | 112                   | 915                   | 915                   | 980                   | 2048           | 1502 (3004)    | GDDR5          | 256 Bit             | 2459,5                  | 102,5                   | 29,3           | 102,5          |                                      | 192,3                       |
| GeForce GTX 680                | 22. Mrz. 2012      | GK104                 | 32                    | 8                     | 1536                  | 128                   | 1006                  | 1006                  | 1058                  | 2048–4096      | 1502 (3004)    | GDDR5          | 256 Bit             | 3090,4                  | 128,8                   | 32,2           | 128,8          |                                      | 192,3                       |
| GeForce GTX 690                | 29. Apr. 2012      | 2× GK104              | 2× 32                 | 2× 8                  | 2× 1536               | 2× 128                | 915                   | 915                   | 1019                  | 2× 2048        | 1502 (3004)    | GDDR5          | 2× 256 Bit          | 2× 2810,9               | 2× 117,2                | 2× 29,3        | 2× 117,2       |                                      | 2× 192,3                    |

### Leistungsaufnahmedaten
| Modell                         | Typ       | Verbrauch (Watt) | Verbrauch (Watt) | Verbrauch (Watt) | Verbrauch (Watt) | zusätzliche Strom- stecker |
| Modell                         | Typ       | MGCP             | Messwerte        | Messwerte        | Messwerte        | zusätzliche Strom- stecker |
| Modell                         | Typ       | MGCP             | Idle             | 3D-Last          | Maximallast      | zusätzliche Strom- stecker |
| ------------------------------ | --------- | ---------------- | ---------------- | ---------------- | ---------------- | -------------------------- |
| GeForce 605                    | GF119     | 025              | k. A.            | k. A.            | k. A.            | keine                      |
| GeForce GT 610                 | GF119     | 029              | k. A.            | k. A.            | k. A.            | keine                      |
| GeForce GT 620 (OEM)           | GF119     | 030              | k. A.            | k. A.            | k. A.            | keine                      |
| GeForce GT 620                 | GF108     | 049              | k. A.            | k. A.            | k. A.            | keine                      |
| GeForce GT 630 (OEM)           | GK107     | 050              | k. A.            | k. A.            | k. A.            | keine                      |
| GeForce GT 630 DDR3            | GF108     | 049              | k. A.            | k. A.            | k. A.            | keine                      |
| GeForce GT 630 GDDR5           | GF108     | 065              | k. A.            | k. A.            | k. A.            | keine                      |
| GeForce GT 630                 | GK208     | 025              | k. A.            | k. A.            | k. A.            | keine                      |
| GeForce GT 640 (128-Bit DDR3)  | GK107     | 050              | k. A.            | k. A.            | k. A.            | keine                      |
| GeForce GT 640 (192-Bit DDR3)  | GF116     | 075              | k. A.            | k. A.            | k. A.            | keine                      |
| GeForce GT 640 (128-Bit GDDR5) | GK107     | 075              | k. A.            | k. A.            | k. A.            | keine                      |
| GeForce GT 640                 | GK107     | 065              | 8                | 34               | k. A.            | keine                      |
| GeForce GT 640 GDDR5           | GK208     | 049              | k. A.            | k. A.            | k. A.            | keine                      |
| GeForce GT 645                 | GF114     | 140              | k. A.            | k. A.            | k. A.            | 1 × 6-pin                  |
| GeForce GTX 645                | GK106     | 130              | k. A.            | k. A.            | k. A.            | 1 × 6-pin                  |
| GeForce GTX 650                | GK107     | 064              | 7–9              | 50–60            | 68               | 1 × 6-pin                  |
| GeForce GTX 650 Ti             | GK106     | 110              | 6–9              | 63–73            | 84               | 1 × 6-pin                  |
| GeForce GTX 650 Ti Boost       | GK106     | 134              | k. A.            | k. A.            | k. A.            | 1 × 6-pin                  |
| GeForce GTX 660 (OEM)          | GK104     | 130              | k. A.            | k. A.            | k. A.            | 2 × 6-pin                  |
| GeForce GTX 660                | GK106     | 140              | 7–10             | 112–118          | 138              | 1 × 6-pin                  |
| GeForce GTX 660 Ti             | GK104     | 150              | 14–18            | 129–148          | 131–148          | 2 × 6-pin                  |
| GeForce GTX 670                | GK104     | 170              | 14–15            | 144–147          | 162–184          | 2 × 6-pin                  |
| GeForce GTX 680                | GK104     | 195              | 14–15            | 174–183          | 191–228          | 2 × 6-pin                  |
| GeForce GTX 690                | 2 × GK104 | 300              | 22–26            | 274–291          | 324–334          | 2 × 8-pin                  |